# Трясогузковые
Трясогу́зковые (лат. Motacillidae) — относительно небольшое семейство зубоклювых певчих птиц, широко распространённое во всех зоогеографических областях — они отсутствуют лишь на островах Тихого океана. Птицы из рода скворцовых коньков обитают исключительно в Африке. В состав семейства включены 70 видов птиц, разбитых на 5 родов. Полагают, что первые трясогузковые появились в эпоху миоцена (26—7 млн лет назад), когда количество лесов на Земле начало заметно сокращаться, а на их месте появились открытые пространства, поросшие травянистыми растениями.

## Состав семейства
В состав семейства включают:
- Коньки (Anthus) — 47 видов
- Золотые коньки (Tmetothylacus) — 1 вид
- Трясогузки (Motacilla) — 13 видов
- Древесные трясогузки (Dendronanthus) — 1 вид
- Скворцовые коньки (Macronyx) — 8 видов

## Общая характеристика

### Описание
Все трясогузковые образуют довольно единообразную, хорошо определяемую группу, все члены которой имеют определённое сходство между собой. Мелкие птицы, их длина колеблется в пределах от 12,7 до 22,2 см. Общими характеристиками являются стройное и удлинённое телосложение, маленькая закруглённая голова с короткой шеей, тонкий шилообразный клюв со слегка изогнутым надклювьем и длинные заострённые двухвершинные крылья. Маховых перьев 10, из которых 1 или 2 и 3 — самые длинные, а последнее сильно редуцировано. Одно из второстепенных маховых перьев почти или вполне достигает вершины крыла. Хвост длинный либо средней длины, состоит из 12 рулевых перьев. Наибольшей длины он достигает у трясогузок, а у коньков он самый короткий. Рулевые перья остроконечные, крайние — несколько укорочены и имеют широкие белые поля-клинья на опахалах. Ноги и пальцы на ногах средней длины; плюсны покрыты щитками. Задний палец часто несколько удлинён, что особенно ярко выражено у коньков, и имеет хорошо развитый и спрямлённый коготь. Радужная оболочка глаз каряя. Половой диморфизм выражен слабо.
Осанка несколько различается у разных птиц. У трясогузок и древесных трясогузок она приземистая на земле и более выпрямленная, когда птицы восседают на стебле травы. У коньков и золотых коньков осанка чуть менее приземистая, а у скворцовых коньков она скорее прямая — такая же, как у жаворонков. Птицы хорошо бегают по земле, при этом характерно покачивают хвостом из стороны в сторону. Летают волнообразно.

### Распространение
Трясогузковые распространены практически повсеместно, за исключением Антарктиды и островов Тихого океана. Некоторые виды, такие как краснозобый (Anthus cervinus) или пятнистый (Anthus hodgsoni) коньки, гнездятся далеко на севере в арктической тундре, а большой конёк (Anthus antarcticus) обитает в субантарктике на о. Южной Георгии.

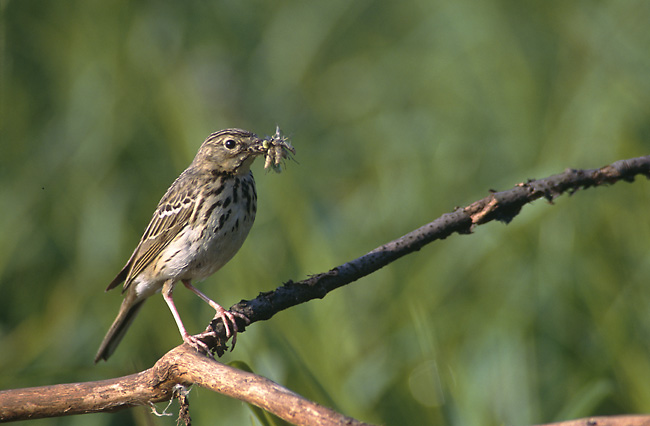
Лесной конёк (Anthus trivialis) гнездится в умеренном поясе Евразии, в том числе и на территории России.

Другие, как например пегая трясогузка (Motacilla aguimp) или сококский конёк (Anthus sokokensis) обитают исключительно в центральной Африке. Ареал отдельных видов может охватывать огромные пространства — так, площадь распространения жёлтой трясогузки составляет более 40 млн кв км — он охватывает практически всю Евразию и часть африканского континента. С другой стороны, японская трясогузка (Motacilla grandis) встречается только в Японии, а мадагаскарская трясогузка (Motacilla flaviventris) — эндемик о. Мадагаскар. Скворцовые коньки обитают исключительно в африканских саваннах к югу от Сахары.
Большинство видов трясогузковых так или иначе связаны с открытыми пространствами с низкой растительностью. Среди исключений можно назвать древесную трясогузку (Dendronanthus indicus), предпочитающую гнездиться в дубняках и смешанных лиственных лесах Дальнего Востока, юго-восточных провинциях Китая, Индостана и Зондских островов. Длиннохвостая трясогузка (Motacilla clara) селится по берегам бурных лесных потоков в Африке. С лесными массивами связаны лесной (Anthus trivialis), сибирский (Anthus gustavi) и пятнистый (Anthus hodgsoni) коньки. Трясогузковые встречаются как на высоте уровня моря, так и высоко в горах — например, розовый конёк (Anthus roseatus) обитает в альпийском поясе Гималайских гор на высоте 3050—5300 м над уровнем моря.
Виды, обитающие в умеренных широтах, как правило, являются перелётными. Большинство видов, гнездящихся в тропическом поясе, ведут оседлый образ жизни, но некоторые из них всё же мигрируют (как например перуанский вид Anthus correndera) либо кочуют на незначительные расстояния в пределах ареала.
На территории Российской Федерации гнездится около 30 видов трясогузковых из трёх родов (коньки, древесные трясогузки и трясогузки). Наибольшую известность имеют белая и жёлтая трясогузки.

### Размножение

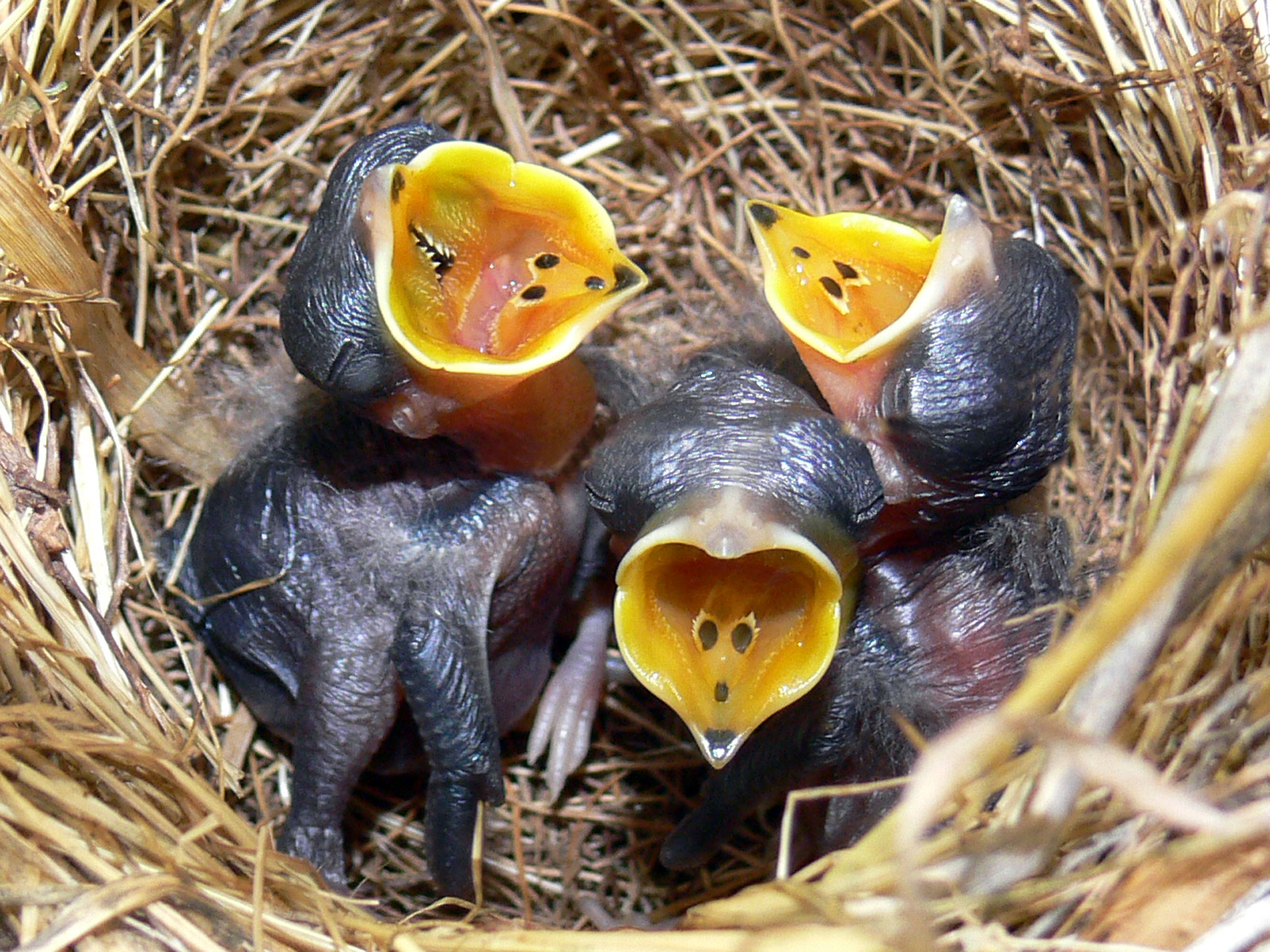
Птенцы конька (Anthus novaeseelandiae).

Во время насиживания и выводка птенцов трясогузки строго придерживаются своей территории, а их самцы часто ведут себя достаточно агрессивно по отношению к другим птицам того же либо другого вида. Характерное поведение, которое присуще семейству в целом, описывает известный немецкий натуралист XIX века Альфред Брем в своей энциклопедии «Жизнь животных» на примере жёлтой трясогузки: «…они с такой энергией преследовали камышевку, а более всего кизиловку, что много раз мешали мне охотиться за ними. Как только птица вылетала из осоки, на неё тотчас же бешено нападали несколько трясогузок, клевали её и не давали ей садиться поблизости». На агрессивное поведение трясогузок по отношению к собственному отражению в зеркале указывает также и энциклопедия Гржимека, причём такое поведение может продолжаться продолжительное время.
Гнездо чаще всего строится прямо на земле посреди густой растительности, но у отдельных видов оно также может находиться в отверстии в стене дома, под крышей, на дереве, в расщелине среди камней или на берегу реки. Как правило, гнездо довольно простое по архитектуре чашевидное образование из травянистых стебельков, волоса млекопитающих и реже перьев. Чаще всего строительством занимается самка; иногда ей помогает строить самец. Количество яиц в кладке (а также количество самих кладок) значительно различается у разных видов, но в целом оно составляет от одного до девяти яиц. Инкубационный период составляет 11—16 дней, в большинстве случаев насиживает одна самка. Птенцы становятся на крыло через 10—17 дней и часто покидают гнездо ещё до того, как научились летать.

### Питание
В подавляющем большинстве рацион трясогузковых состоит из всевозможных насекомых и их личинок, причём их разнообразие ограничивается лишь доступностью в регионе обитания. Кроме того, в меньшей степени птицы употребляют в пищу паукообразных, ракообразных (равноногих (Isopoda), бокоплавов (Amphipoda), крабов) и других беспозвоночных животных.